# Гилкрист, Роберт Стюарт
Ро́берт Стю́арт Ги́лкрист (англ. Robert Stuart Gilchrist; род. 14 января 1964, Лисберг, штат Флорида, США) — американский государственный служащий и дипломат. Посол США в Литве с 2020 года.

## Личная жизнь
Родился в городе Лисберг (штат Флорида) 14 января 1964 года. Защитил степень бакалавра искусств в университете Уэйк-Форест и степень магистра искусств в Виргинском университете. Кроме английского, свободно владеет испанским и французским языками и говорит на эстонском и румынском языках. Роберт Стюарт Гилкрист — открытый гомосексуал.

## Карьера
В 1990 году поступил на службу в Государственный департамент США. В 1990—1992 годах служил сотрудником консульского отдела посольства США в Лондоне. В 1993—1995 годах занимал место сотрудника по политическим вопросам посольства США в Каракасе. В 1995—1996 году был вахтенным офицером Операционного центра Государственного департамента США. В 1996—1997 году входил в состав миротворческой миссии ООН на Синайском полуострове в качестве международного наблюдателя. В 1998—2000 годах был референтом по Гаити. В 2000—2002 годах был специальным помощником заместителей госсекретарей США Ричарда Армитиджа и Строуба Тэлботта и курировал вопросы, связанные со странами Ближнего Востока, Африки и Западного полушария. В 2002—2003 году работал советником по внешней политике у конгрессмена от штата Массачусетс Уильяма Делаханта. В 2003—2006 годах служил советником по политическим вопросам посольства США в Бухаресте. В 2006—2007 году занимал ту же должность в посольстве США в Багдаде. В 2007—2009 годах возглавлял отдел по делам Северных стран и Балтии в Государственном департаменте США. В 2010—2013 году занимал место заместителя главы дипломатической миссии в посольстве США в Таллине. В 2013 году он был назначен на ту же должность в посольстве США в Стокгольме. В 2016—2019 годах служил директором Операционного центра в Государственном департаменте США. Имеет ряд государственных наград, которые получил за время службы.
22 июля 2019 года президент Дональд Трамп объявил о своем намерении назначить Гилкриста послом США в Литве. Его кандидатура была отправлена для рассмотрения в Сенат США 1 августа 2019 года. Агрессивная внешняя политика Российской Федерации в отношении сопредельных с ней государств стала главной темой во время слушаний по утверждению его кандидатуры. 19 декабря 2019 года сенаторы проголосовали за назначение Гилкриста послом страны в Литве. Он стал пятым представителем ЛГБТ-сообщества США, который был назначен президентом Дональдом Трампом на место посла страны. 4 февраля 2020 года Гилкрист вручил верительные грамоты президенту Литвы Гитанасу Науседе.

## Награды
- Командорский крест ордена «За заслуги перед Литвой» (10 июля 2023 года, Литва)[10].